# Bleu-Blanc-Rouge de Montréal
Bleu-Blanc-Rouge de Montréal (englisch Montreal Bleu Blanc Rouge) war ein Eishockey-Juniorenteam aus Montreal, das zwischen 1972 und 1975 in der Québec Major Junior Hockey League spielte. Ursprünglich war das Team 1933 als Montréal Junior Canadiens gegründet worden. 1975 wurde das Team in Montreal Juniors umbenannt. Noch mehrere Male zog das Franchise innerhalb der QMJHL um und spielt seit 1996 unter dem Namen Rouyn-Noranda Huskies.

## Geschichte
In ihrer ersten Saison erspielte sich das Team unter Cheftrainer Roger Bedard 26 Siege, verlor 36 Partien und errang drei Unentschieden. In der damals nur mit neun Mannschaften ausgetragenen Liga qualifizierten sich die Bleu-Blanc-Rouge als Siebtplatzierte für die Play-offs, nur die Letztplatzierten Drummondville Rangers verfehlten den Sprung in die Endrunde. In den Viertelfinals unterlag die Mannschaft in vier Spielen gegen die Cornwall Royals und schied aus dem Wettbewerb aus.
In der Saison 1973/74 wurde die QMJHL erstmals in zwei Divisionen ausgetragen, die West- und Eastdivision umfassten je sechs bzw. fünf Teams. Das Franchise aus Montreal legte ihre beste Punktwertung in der regulären Saison hin, als mit einer Bilanz von 43 Siegen, 24 Niederlagen und drei Unentschieden insgesamt 89 Punkte erspielt wurden. Als Tabellenzweiter der West Division traf das Team auf die Sherbrooke Castors, die mit 4:1-Siegen bezwungen wurden. In den Halbfinals erfolgte schließlich das Ausscheiden aus den Play-offs, die Sorel Éperviers siegten in vier Partien und sicherten sich den Einzug in die Finalspiele um die Coupe du Président.
Auch in der folgenden, und gleichzeitig letzten Saison, sicherten sich die Bleu-Blanc-Rouge den Einzug in die Endrunde. Nachdem die Cornwall Royals in vier Spielen besiegt wurden, verlor die Mannschaft gegen die Laval National. 1975 wurde das Franchise umgezogen und als Junior de Montréal neugegründet.

## Team-Rekorde

### Karriererekorde
Spiele: 187  Jean-Luc Phaneuf
Tore: 139  Normand Dupont
Assists: 172  Jean-Luc Phaneuf
Punkte: 283  Normand Dupont
Strafminuten: 623  Robert Picard

## Ehemalige Spieler
Folgende Spieler, die für die Bleu-Blanc-Rouge de Montréal aktiv waren, spielten im Laufe ihrer Karriere in der National Hockey League:
- Mike Backman
- Rick Bowness
- Michel Dion
- Normand Dupont
- Dave Logan
- Gilles Lupien
- Garth MacGuigan
- Blair MacKasey
- Mike McDougall
- Pierre Mondou
- Robert Picard
- Jean Savard
- Bob Sirois
- André St. Laurent
- Mario Tremblay
- Mike Wong